# Carolyn Lawrence
Carolyn Lawrence (Baltimore (Maryland), 13 februari 1967) is een Amerikaanse stemactrice, die de Engelse stem inspreekt van Sandy Wang in de animatieserie SpongeBob SquarePants. Ook is ze de Engelse stem van Cindy Vortex in de serie Jimmy Neutron en die van Ashley Graham, de dochter van de president, in Resident Evil 4.

## Filmografie
- The SpongeBob Movie: Sponge Out of Water (2015) - Sandra "Sandy" Cheeks
- Stan (2011) - Family Friend
- SpongeBob SquarePants featuring Nicktoons: Globs of Doom (2008) (VG) - Cindy Vortex
- Doraemon: Nobita and the Green Giant Legend (2008) - Shizuka Minamoto
- The Wild (2006) - extra stem
- Nicktoons: Battle for Volcano Island — Sandy Wang
- Goodnight Burbank (2006) (Podcast) — Christy Allison
- Nicktoons Unite! (2005) — Sandy Wang/Cindy Vortex
- Moral Orel (2005) (tv) — Orel Puppington
- Resident Evil 4 (2005) — Ashley Graham
- Jimmy Neutron: Attack of the Twonkies (2005) — Cindy Vortex
- The SpongeBob SquarePants Movie (2004) — Sandy Wang
- Fairly Odd Parents (2006) - Substitute Teacher
- Catching Kringle (2004) — Snowflake
- EverQuest II (2004) — Captain Helysianna/Queen Zynixi/Flamestalker/Ambassador Kialee/Tseralith 1/Scholar Neola/Lyris Moonbane
- Jimmy Neutron: Win, Lose and Kaboom (2004) (tv) — Cindy Vortex
- The Jimmy Timmy Power Hour (2004) — Cindy Vortex
- Party Wagon (2004) (tv) — Ornery Sue/Wagonmasters vrouw/dochter
- Ratchet & Clank: Going Commando (2003) — Moeder/kind
- SpongeBob SquarePants: Battle for Bikini Bottom (2003) — Sandy Wang/Computer
- Vampires Anonymous (2003) — Penelope
- Patrick the Snowman (2002) — Cindy Vortex
- SpongeBob SquarePants: Revenge of the Flying Dutchman (2002) — Sandy Wang
- SpongeBob SquarePants: Employee of the Month (2002) — Sandy Wang
- The Adventures of Jimmy Neutron: Boy Genius (2002) (tv) — Cindy Vortex
- Spyro: Enter the Dragonfly (2002) — Zoe/Andere Stemmen
- Jimmy Neutron: Boy Genius (2001) — Cindy Vortex
- SpongeBob SquarePants: Operation Krabby Patty (2001) — Sandy Wang
- SpongeBob SquarePants: SuperSponge (2001) — Sandy Wang
- Spyro: Year of the Dragon (2000) — Zoe/Greta/Tara Kroft/Elora
- SpongeBob SquarePants (1999) — Sandy Wang
- Little Man Tate (1991) — Sorority Girl

- Bibliothèque nationale de France: cb15116144k (data)
- International Standard Name Identifier: 0000 0000 8117 7262
- Library of Congress Control Number: no2005014820
- MusicBrainz: 0d0f8c2f-660b-4d87-8cfd-3bd2b1d1b4a2
- Virtual International Authority File: 39102706
- WorldCat: E39PBJckTcj43G6gGBQwjtKjmd